# ماكسيميليان ليفي
ماكسيميليان ليفي (بالألمانية: Maximilian Levy) مواليد 26 يونيو 1987 في برلين، هو دراج ألماني في صنف سباق الدراجات على المضمار. شارك في دورة الألعاب الأولمبية الصيفية وفاز بميدالية أولمبية.

## الميداليات
| الميدالية | المسابقة                       |
| --------- | ------------------------------ |
| فضية      | الألعاب الأولمبية الصيفية 2012 |
| برونزية   | الألعاب الأولمبية الصيفية 2008 |
| برونزية   | الألعاب الأولمبية الصيفية 2012 |

## روابط خارجية
- ماكسيميليان ليفي على موقع الاتحاد الدولي للدراجات (الإنجليزية)
- ماكسيميليان ليفي على موقع أرشيف الدراجات (الإنجليزية)
- ماكسيميليان ليفي على موقع إحصائيات الدراجات الإحترافية (الإنجليزية)
- ماكسيميليان ليفي على موقع CycleBase (الإنجليزية)
- ماكسيميليان ليفي على موقع أوليمبيديا (الإنجليزية)
- ماكسيميليان ليفي على موقع اللجنة الأولمبية الألمانية (الألمانية)